# Landkreis Witzenhausen

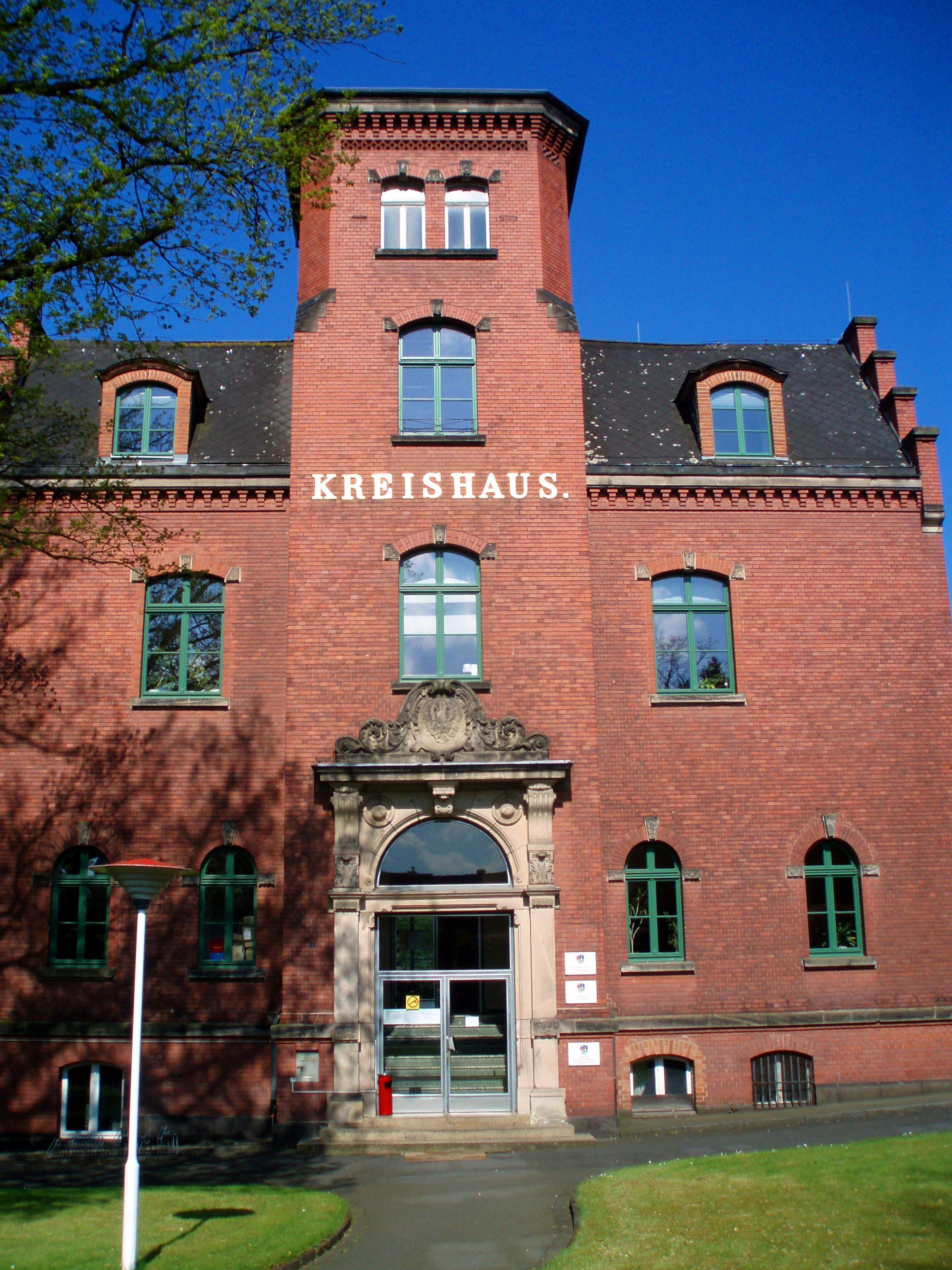
Kreishaus Witzenhausen

Der Landkreis Witzenhausen war als Kreis Witzenhausen bis 1866 ein kurhessischer, danach bis 1945 ein preußischer Kreis und dann als hessischer Landkreis bis 1973 eine untere territoriale Einheit der inneren Verwaltung und ab 1885 auch eine kommunale Selbstverwaltungskörperschaft. Ab 1974 bildet sein ehemaliges Gebiet heute den nördlichen Teil des Werra-Meißner-Kreises im Nordosten von Hessen und umfasst die Städte Witzenhausen, Bad Sooden-Allendorf, Großalmerode, Hessisch Lichtenau, die Gemeinde Neu-Eichenberg sowie den Gutsbezirk Kaufunger Wald. Sitz des Landkreises war die Stadt Witzenhausen.

## Geographie
Der Landkreis grenzte Ende 1973, im Nordwesten beginnend im Uhrzeigersinn, an den Landkreis Göttingen in Niedersachsen, an den Kreis Heiligenstadt im Bezirk Erfurt der DDR sowie an die hessischen Landkreise Eschwege, Melsungen und Kassel.

## Geschichte

### Kurhessen
Der Kreis Witzenhausen wurde 1821 durch eine kurfürstliche Verordnung (§ 137) nach der Trennung von Justiz (§§ 36 ff. der Verordnung) und Verwaltung (§§ 58 ff. der Verordnung) als territoriale Einheit des Kurfürstentums Hessen für die innere Verwaltung aus den damaligen Ämtern Allendorf, Lichtenau, Ludwigstein, Großalmerode und Witzenhausen gebildet. Die Verordnung über die neue Organisation der Staatsverwaltung teilte das Staatsgebiet in vier Provinzen ein, jede Provinz wurde wieder in Kreise (§ 1) eingeteilt (Niederhessen in zehn, Oberhessen, Fulda und Hanau in jeweils vier).
Am 1. Januar 1837 wechselten die Gemeinden Dudenrode, Kammerbach und Orferode aus dem Kreis Eschwege in den Kreis Witzenhausen.

### Preußen – Der Kreis im neuen Regierungsbezirk Kassel 1867
Das Kurfürstentum unterliegt im Krieg Preußens gegen den Deutschen Bund (Deutscher Krieg, früher auch preußisch-österreichischer Krieg genannt). Mit Gesetz vom 20. September 1866 wurde das Kurfürstentum mit der preußischen Monarchie vereinigt (Annexion); die In-Besitz-Nahme erfolgt am 3. Oktober 1866. Da erst „künftig“ eine neue preußische Provinz mit entsprechenden Regierungsbezirken entstehen sollte, bestanden die vier kurhessischen Provinzen zunächst weiter. Aber bereits wenige Monate später, am 22. Februar 1867, verordnete der König von Preußen: Aus dem ehemaligen Kurfürstenthum Hessen, den bisher Bayerischen Gebietstheilen, Bezirksamt Gersfeld und Landgerichtsbezirk Orb ohne Aura, aus dem bisherigen Großherzoglich Hessischen Kreise Vöhl, einschließlich der Enklaven Eimelrod und Höringhausen, wird ein Verwaltungsbezirk unter dem Namen „Regierungsbezirk Kassel“ gebildet.
Der neue (preußische) Regierungsbezirk Kassel wurde in 23 Kreise eingeteilt, die bisherigen preußischen Zivilkommissare für Kurhessen und Nassau wurden damit Regierungspräsidenten in Kassel und Wiesbaden. Die Zusammenfassung beider Regierungsbezirke in der Provinz Hessen-Nassau wurde am 22. Dezember 1868 vollzogen; Oberpräsident mit dem Sitz in Kassel wurde Eduard von Möller.

### Nach 1945: Das neue Land Hessen
Ein Gebietsaustausch erfolgte im Rahmen des Wanfrieder Abkommens am 17. September 1945:
- Die vier Gemeinden Asbach, Sickenberg, Vatterode und Weidenbach wechselten aus dem Landkreis Witzenhausen in den Landkreis Worbis in der Sowjetischen Besatzungszone.
- Die beiden Gemeinden Neuseesen und Werleshausen wechselten aus dem Landkreis Worbis in den Landkreis Witzenhausen.

Zu Beginn der 1970er Jahre änderten sich mehrfach die Außengrenzen des Landkreises:
- Am 1. Dezember 1970 schied die Gemeinde Wickenrode aus dem Landkreis aus und wurde in die Gemeinde Helsa-Wickenrode im Landkreis Kassel eingegliedert.
- Am 31. Dezember 1971 schieden die Gemeinden Harmuthsachsen und Hasselbach aus dem Landkreis aus und wurden in die Gemeinde Waldkappel im Landkreis Eschwege eingegliedert.
- Am 1. August 1972 schied die Gemeinde St. Ottilien aus dem Landkreis aus und wurde in die Gemeinde Helsa im Landkreis Kassel eingegliedert.

Im Rahmen der Gebietsreform in Hessen wurden die Landkreise Eschwege und Witzenhausen am 1. Januar 1974 zum Werra-Meißner-Kreis zusammengeschlossen.

## Einwohnerentwicklung
| Jahr | Einwohner | Quelle |
| ---- | --------- | ------ |
| 1871 | 31.122    | [ 8 ]  |
| 1890 | 29.256    | [ 9 ]  |
| 1900 | 31.055    | [ 9 ]  |
| 1910 | 32.585    | [ 9 ]  |
| 1925 | 35.228    | [ 9 ]  |
| 1939 | 37.262    | [ 9 ]  |
| 1950 | 56.658    | [ 9 ]  |
| 1960 | 51.900    | [ 9 ]  |
| 1970 | 53.000    | [ 10 ] |
| 1972 | 50.800    | [ 11 ] |

## Politik

### Landräte
- 1821–1832 Karl Wilhelm Philipp Bockwitz (Kreisrat)
- 1848–1851 Karl Wilhelm Bickell
- 1856–1868 Wilhelm Uloth
- 1868–1875 Thomas Boch[12]
- 1875–1884 Friedrich Bernstein
- 1884–1895 Bernhard von Schenck
- 1895–1917 Heino von Bischoffshausen
- 1917–1919 Hermann Wolf
- 1919–1928 Georg Thöne (SPD)
- 1928–1932 Jean Groeniger
- 1932–1938 Ernst Beckmann (DVP, ab 1933 NSDAP)
- 1938–1945 Walter Gerber (NSDAP)
- 1946–1973 Wilhelm Brübach (SPD)

### Wappen
Im Wappen war die Burg Ludwigstein abgebildet, die auch in das Wappen des Werra-Meißner-Kreises integriert wurde.

## Gemeinden

### Stand 1969
Bis zu den ersten Gemeindefusionen im Jahre 1970 bestand der Landkreis Witzenhausen aus 57 Gemeinden, von denen vier das Stadtrecht besaßen:
|  | Ahrenberg Albshausen Bad Sooden-Allendorf, Stadt Berge Berlepsch-Ellerode Blickershausen Dohrenbach Dudenrode Eichenberg Ellershausen Ellingerode Epterode Ermschwerd Friedrichsbrück Fürstenhagen | Gertenbach Großalmerode, Stadt Harmuthsachsen Hasselbach Hausen Hebenshausen Hermannrode Hessisch Lichtenau, Stadt Hilgershausen Hollstein Hopfelde Hubenrode Hundelshausen Kammerbach Kleinalmerode | Kleinvach Küchen Laudenbach Marzhausen Neuseesen Oberrieden Orferode Quentel Reichenbach Retterode Rommerode Roßbach St. Ottilien Trubenhausen Uengsterode | Unterrieden Velmeden Walburg Weiden Weißenbach Wendershausen Werleshausen Wickenrode Wickersrode Witzenhausen, Stadt Wollstein Ziegenhagen |

### Stand 31. Dezember 1973
Am 1. Februar 1971 entstand durch den Zusammenschluss mehrerer Gemeinden die neue Gemeinde Neu-Eichenberg. Nach einer Reihe von weiteren Gemeindefusionen bestanden im Landkreis Witzenhausen zum Zeitpunkt seiner Auflösung am 31. Dezember 1973 noch 29 Gemeinden:
|  | Albshausen Bad Sooden-Allendorf, Stadt Berlepsch-Ellerode Blickershausen Ellingerode Ermschwerd Friedrichsbrück Fürstenhagen | Gertenbach Großalmerode, Stadt Hausen Hessisch Lichtenau, Stadt Hollstein Hopfelde Hubenrode Kammerbach | Kleinalmerode Küchen Laudenbach Neu-Eichenberg Quentel Rommerode Roßbach Trubenhausen | Uengsterode Velmeden Walburg Witzenhausen, Stadt Ziegenhagen |

Gleichzeitig mit der Auflösung des Landkreises fanden zum 1. Januar 1974 noch zahlreiche weitere Eingemeindungen statt. Aus dem Altkreis Witzenhausen traten damit letztendlich mit Bad Sooden-Allendorf, Großalmerode, Hessisch Lichtenau, Neu-Eichenberg und Witzenhausen fünf Gemeinden in den neuen Werra-Meißner-Kreis ein.

## Kfz-Kennzeichen
Am 1. Juli 1956 wurde dem Landkreis bei der Einführung der bis heute gültigen Kfz-Kennzeichen das Unterscheidungszeichen WIZ zugewiesen. Es wurde bis zum 31. Dezember 1973 ausgegeben. Seit dem 16. September 2013 ist es aufgrund der Kennzeichenliberalisierung im Werra-Meißner-Kreis erhältlich.